# Criminele hiv-besmetting
Men spreekt van opzettelijke hiv-besmetting wanneer de overdracht van hiv (het virus dat aids veroorzaakt) bewust plaatsvindt of het gevolg is van verwijtbaar handelen. In veel landen is dit een misdrijf. In landen waar wetgeving zich niet specifiek richt op het wederrechtelijke karakter van de opzettelijke of bewuste overdracht van hiv, kunnen wel aanklachten van (ernstige) mishandeling en dergelijke tot een veroordeling leiden. Omdat zaken als opzettelijk, bewust en verwijtbaar in dezen buitengewoon lastig kunnen zijn om vast te stellen op een overtuigende en wettige manier, is het niet gemakkelijk op grond hiervan een veroordeling te bewerkstelligen. In sommige landen, waar dit wel geregeld is bij wet, twijfelen organisaties die zich bezighouden met burgerrechten, aan de kwaliteit en legitimiteit van deze wetgeving in relatie tot bijvoorbeeld internationale mensenrechtenverklaringen.

## Wijze van overdragen
Hiv kan volgens medisch onderzoek op de volgende wijzen worden overgedragen:
- seksueel, als seksueel overdraagbare aandoening
- bloed-bloedcontact, zoals bij bloedtransfusie of medische operatieve ingrepen
- gebruik en hergebruik van naalden, zoals bij druggebruik en tatoeages
- zwangerschap en borstvoeding

## Juridisch, sociaal, ethisch en politiek
Omdat de symptomen die duidelijk tot een hiv-infectie zijn te herleiden zich vaak pas na circa een jaar openbaren, is de vraag of een besmetting bewust tot stand is gekomen niet sluitend te beantwoorden, een voorwaarde om te komen tot wettig en overtuigend bewijs van schuld. Het creëren van wetgeving die daarop aansluit, zou volgens sommige organisatie hierop tekortschieten. In de Verenigde Staten is dit volgens zulke organisaties het geval, andere landen stellen de strafbaarheid pas daar waar een patiënt bij eigen weten seropositief is bevonden.
Op het moment dat dergelijke informatie in een openbare rechtzitting aan de orde komt, kan echter ook de vraag meespelen of dit gevaar oplevert voor de verdachte. Ook als deze niet schuldig wordt bevonden, kan het bekend zijn van een hiv-besmetting agressie en andere onveilige situaties met zich meebrengen. Het gaat dan om de stigmatisering van met hiv besmette personen, geweldpleging tegen hen, et cetera. Ook kunnen ongewenst zaken als echtscheiding en het uiteenvallen van een gezin het gevolg zijn. Ook bestaat de angst van aangiften die hun basis vinden hebben in onmin en ruzies van relationele aard.
Naast deze, zijn er tal van andere kwesties die spelen bij de afweging tot strafbaarstelling, de strafmaat en de mogelijke andere opties. Onder dit laatste kan men verstaan dat aparte wetgeving voorziet in vervolging, inzake mishandeling met letsel tot gevolg.
Zo is de vraag of een hiv-infectie al of niet te vergelijken is met andere infecties. Ook die kunnen minder goed behandelbaar zijn, zoals hepatitis B en hepatitis C en ze kunnen op eendere wijze worden overgedragen. Ook staan privacyrechten en dientengevolge -wetgeving soms vervolging en strafbaarstelling in de weg samen met andere rechter, soms van grondwettelijke of universele aard.
De Britse Medical Foundation for AIDS and Sexual Health en de Royal Hallamshire Hospital hebben eerder laten weten sceptisch te staan tegenover vervolging, als dit ten doel heeft om het aantal infecties in te perken. Eén van hun argumenten is dat de volksgezondheid in het algemeen geschaad zou kunnen worden, ten behoeve van de vervolging van enkelen. Een aantal advocaten heeft laten weten hen hierin te steunen Ook de Wereld Gezondheidsorganisatie heeft onderzoeken gepubliceerd over deze vraagstukken. In veel Angelsaksische landen is de vervolging van criminele overdracht van hiv een zaak die in de marge speelt, net als in het deel van Europa dat het Europees Verdrag voor de Rechten van de Mens heeft ondertekent. Dit in tegenstelling tot sommige Aziatische landen.
In Nederland is geen aparte voorziening in juridische zin getroffen, maar deed het Openbaar Ministerie in zaak beroep op vervolging wegens zware mishandeling. Een eerdere uitspraak van de Hoge Raad in 2003 bepaalde dat een besmetting van hiv als gevolg van seksueel contact door iemand die zich bewust is van zijn besmetting, niet per definitie een poging is tot het plegen van een misdrijf, ondernomen met voorbedachten rade, maar ook (grove) onachtzaamheid kan zijn.

## Nederlandse casus
In Nederland is het tot dusver niet vaak voorgekomen dat mensen vervolgd werden voor bewuste overdracht van hiv. Aanvankelijk schaarde men zulke verhalen in de categorie broodjeaapverhaal, ook nadat in Groningen geruchten de ronde deden dat er sprake zou zijn van feesten waar dit zou gebeuren. Na waarschuwingen van de GGD volgde meerdere aangiften en uiteindelijk kwam de zaak voor, wat leidde tot een veroordeling in 2008 van drie verdachten tot negen, vijf en anderhalf jaar detentie. In het hoger beroep in 2010 werden de straffen omgezet in twaalf en negen jaar, en acht maanden. Later zijn de daders in cassatie gegaan en heeft de Hoge Raad besloten dat de zaak over moest.